# Juegos Paralímpicos
Los Juegos Paralímpicos (JJ. PP.) son un evento multideportivo cuatrienal de deportes paralímpicos, en el que participan personas con discapacidades físicas, sensoriales e intelectuales de todos los países.
Los Juegos Paralímpicos de Verano han compartido sede con los Juegos Olímpicos de Verano en las ediciones 1960, 1964 y a partir de 1988. Los Juegos Paralímpicos de Invierno se celebran desde 1976, compartiendo sede con los Juegos Olímpicos de Invierno por primera vez en 1992.

## Historia

### Precursores
Los atletas sin alguna extremidad compitieron por primera vez en los Juegos paralímpicos antes de la llegada de los Juegos Paralímpicos. El primer atleta en hacerlo fue el gimnasta germano-estadounidense George Eyser, con una prótesis en la pierna, en 1904.
El primer evento atlético organizado para personas con discapacidad coincidió con la ceremonia de inauguración de los Juegos Olímpicos de Verano de 1948 en Londres, Reino unido. El médico alemán Ludwig Guttmann del Hospital de Stoke Mandeville, quien había sido ayudado a huir de la Alemania Nazi por los miembros del Consejo de Asistencia a los Académicos Refugiados en 1939, organizó la primera competición deportiva para veteranos de la Segunda Guerra Mundial, todos ellos pacientes con lesión medular. 
En los Juegos Olímpicos de Londres 1948 y Helsinki 1952, compitió en eventos de tiro el húngaro Karoly Takacs, quien disparaba con su brazo izquierdo debido a la amputación de su brazo derecho. Otra atleta con discapacidad que participó fue la danesa Lis Harte, una atleta ecuestre con secuelas de polio que ganó medalla de plata en la doma clásica.

### Momentos importantes
Hubo momentos trascendentales en el movimiento Paralímpico. Los primeros Juegos Paralímpicos oficiales, los de Roma 1960, ya no solo fueron orientados a veteranos de guerra. 400 atletas de 23 países se dieron cita en estos Juegos. Desde 1960, los Juegos Paralímpicos se llevan a cabo el mismo año que los Juegos Olímpicos. Los Juegos en el inicio estuvieron disponibles únicamente para atletas en silla de ruedas; en los de 1976 atletas con diferentes discapacidades fueron incluidos. Con la introducción de clasificaciones de discapacidad en los Juegos de 1976 el número de atletas creció llegando a 1600 participantes de 40 países.
En los Juegos de 1988 en Seúl, Corea del Sur, hubo otro momento importante para el Movimiento Paralímpico, pues fue la primera vez que los Juegos Paralímpicos de Verano tomaron parte inmediatamente después de los Juegos Olímpicos de Verano, en la misma ciudad y usando las mismas instalaciones. Esto sentó un precedente para los Juegos de 1992, 1996 y 2000. Finalmente, se formalizó un acuerdo en el 2001 entre el Comité Paralímpico Internacional (CPI) y el Comité Olímpico Internacional (COI), para usar las mismas instalaciones en los Juegos Paralímpicos de Invierno.

### Juegos Paralímpicos de Invierno
Los primeros Juegos Paralímpicos de Invierno fueron celebrados en Örnsköldsvik, Suecia en 1976. En estos Juegos fue en donde atletas con diferentes discapacidades y categorías compitieron. Los Juegos de Invierno son celebrados cada cuatro años después de los Juegos Olímpicos de Invierno y dos años después de los de verano.

## Comité Paralímpico Internacional

### Precursores (1964-1989)
La primera organización dedicada a fomentar el deporte para gente con discapacidad fue la Organización Deportiva Internacional para los Discapacitados, fundada en 1964. Los miembros de esta organización buscaban crear una entidad que gobernara el deporte para discapacitados, así como el COI lo hacía con los Juegos Olímpicos. Este comité se convirtió al final en Comité de Coordinación Internacional del Deporte para Discapacitados (CIC), el cual se estableció en 1982. Al CIC le fue encargado abogar por los derechos de los atletas con discapacidad en el Comité Olímpico Internacional (COI). Después del éxito y cooperación entre el CIC y el COI, el resultado fueron los Paralímpicos de Verano de Seúl en 1988. El CIC se vio en la necesidad de expandirse e incluir representantes de todas las naciones donde hubiera programas de deporte adaptado. También se incluyeron atletas en el cuerpo de gobierno de este comité que participaran directamente en las decisiones que se tomaran. Esta entidad fue conocida como Comité Paralímpico Internacional (CPI).

### CPI desde 1989

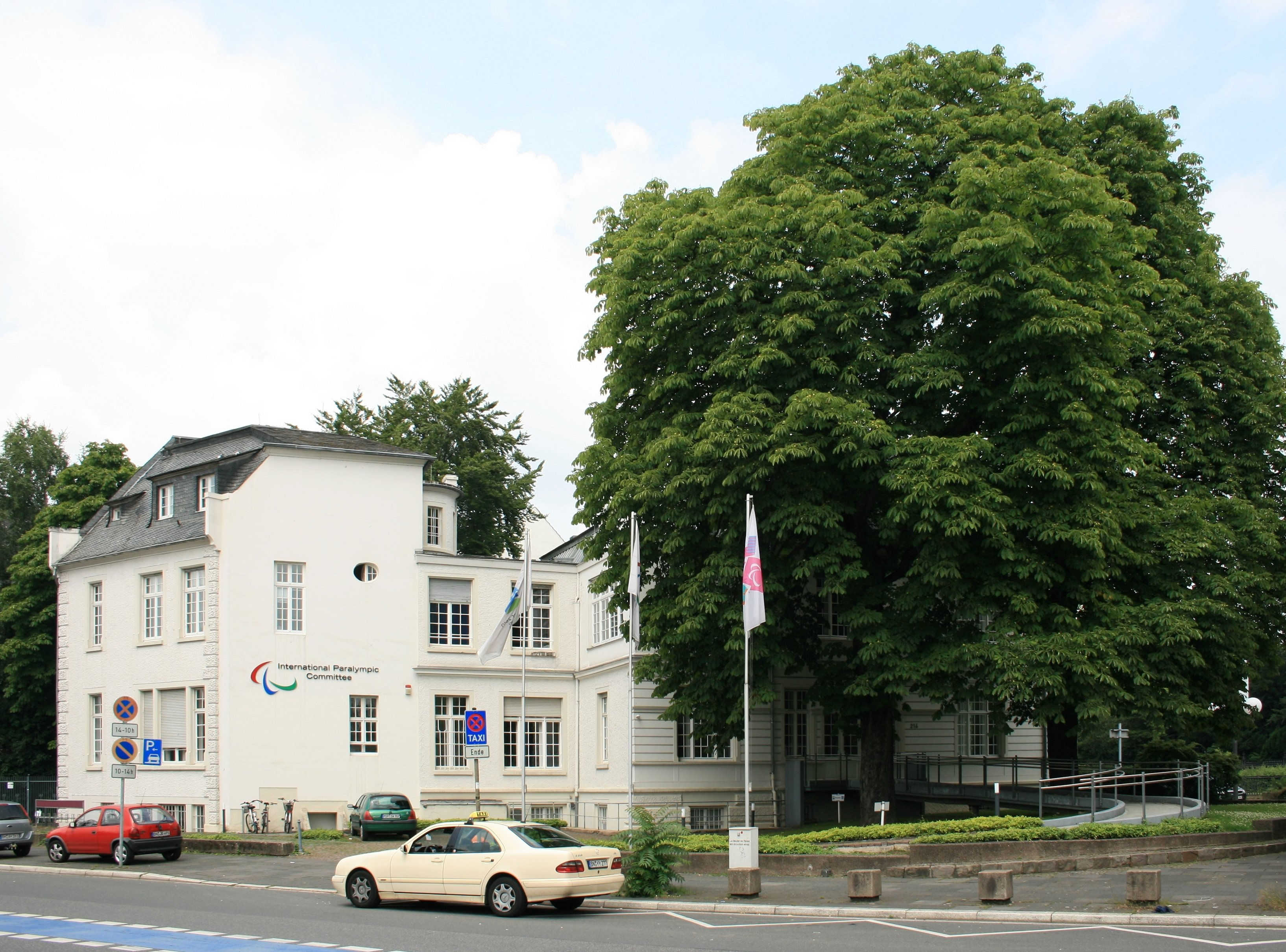
Oficinas del CPI, en Bonn

El CPI es la entidad que gobierna el Movimiento Paralímpico. Reúne 184 Comités Paralímpicos Nacionales (CPN) y cuatro federaciones de deporte para discapacitados. El presidente del CPI es el brasileño Andrew Parsons. Como presidente del CPI, Parsons es también miembro del Comité Olímpico Internacional. Las oficinas centrales del CPI están ubicadas en Bonn, Alemania. El CPI es responsable de organizar los Juegos Paralímpicos de verano y de invierno. También funciona como Federación Internacional para nueve deportes (atletismo, natación, tiro, pesas potencia, esquí alpino, biatlón, esquí de travesía, hockey sobre hielo sentado y danza deportiva), todos estos deportes en su versión Paralímpica. Esto requiere que el CPI supervise y coordine los Campeonatos del Mundo y otras competiciones internacionales para cada uno de estos nueve deportes. Aparte de los Comités Paralímpicos Nacionales, también son miembros federaciones deportivas internacionales. Estas federaciones son reconocidas por el CPI como representantes de un Deporte Paralímpico. Las responsabilidades de estas federaciones incluyen jurisdicción técnica y guiar durante las competiciones en los Juegos Paralímpicos.
EL CPI tiene una relación de cooperación con el Comité Olímpico Internacional (COI). Delegados del IPC son también miembros del COI y participan en comisiones y reuniones del COI. A pesar de ser dos entidades distintas con juegos separados y distintos en varias maneras, hay una relación muy estrecha entre las dos.

## Símbolos

Logo Paralímpico usado entre 1994 y 2004.

La bandera representativa de los Juegos Paralímpicos se corresponde con el logotipo del CPI y ha sido objeto de varios cambios. Recoge tres elementos de color: rojo, azul y verde; los tres colores más utilizados en las banderas nacionales.
- En los Juegos Paralímpicos de 1988 en Seúl se utilizaron los Tae-Geuks, motivo tradicional coreano como los dos que aparecen en el centro de la bandera de Corea del Sur: cinco Tae-Guks con los colores y disposición de los cinco aros olímpicos. En 1991 el COI hizo objeciones a este diseño y las cinco formas quedaron en tres (quitando el negro y el amarillo).

El primer logo Paralímpico de los agitos usado entre 2004 y 2019.

- En 2003 se aprobó la imagen actual, para ser empleada tras la finalización de los Juegos Paralímpicos de Atenas 2004. En el aparecen tres formas con silueta semejante a un búmeran que han sido bautizadas como "Agitos" (de latín agito, esto es, "me muevo").
- En 2019 con la conmemoración de su 30.º aniversario el logo de los agitos estrenado en 2004 se modifica con un color más saturado y brillante y se usará desde los Juegos Paralímpicos de Tokio 2020.

## Ceremonias

### Apertura
Como es ordenado en la Carta Paralímpica, varios elementos forman la ceremonia de apertura de unos Juegos Paralímpicos. La mayoría de estos rituales, fueron establecidos en las Olimpiadas de Verano de 1920 en Amberes. La ceremonia típicamente inicia izando la bandera del país organizador y se canta el himno nacional. Después del himno, inicia el desfile de los atletas reunidos por nación. Las naciones son ordenadas de forma alfabética, los atletas del país organizador son los últimos en entrar. Siempre hay presentaciones de música, danza, teatro representativas de la cultura local.
Discursos son dados, en los cuales se inaugura formalmente los Juegos. Finalmente la antorcha Paralímpica es llevada dentro del estadio y el fuego se pasa al pebetero.

### Clausura
La ceremonia de clausura de los Juegos Paralímpicos toma parte después de que todos los eventos deportivos paralímpicos han terminado. Un participante portando la bandera de cada país participante entra. La bandera Paralímpica se baja. Con algunas excepciones, la bandera del siguiente país organizador es presentada y/o levantada mientras se presenta el himno nacional del próximo país organizador. El fuego de la antorcha olímpica es apagado y los Juegos Paralímpicos cesan. Por lo general mientras esto sucede el próximo organizador paralímpico/olímpico hace una pequeña demostración de su cultura.

### Entrega de medallas
La ceremonia de medallas ocurre inmediatamente terminado un evento en los Juegos, con contadas excepciones. El primero, segundo y tercer lugar son premiados en un podio con sus respectivas medallas. Después de que las medallas son entregadas por un miembro del CPI, las banderas nacionales se izan mientras el himno nacional del país ganador de la medalla de oro se canta. Voluntarios del país organizador también participan durante la ceremonia de entrega de medallas, llevando las medallas a los oficiales que premiarán, así como portando las banderas que serán izadas. La ceremonia de premiación puede hacerse a lo máximo al día siguiente del evento.

## Igualdad

### Relación con los Olímpicos
En el 2001 el Comité Olímpico Internacional (COI) y el Comité Paralímpico Internacional (CPI) firmaron un acuerdo para garantizar que las ciudades que fueran sede se comprometieran a organizar los Juegos Olímpicos y los Juegos Paralímpicos. Aunque esto fue obligatorio a partir de los Juegos de Verano de 2008, Salt Lake City y Atenas ya estaban organizando conjuntamente los Juegos de Invierno de 2002 y los Juegos de Verano de 2004.Turín no pudo continuar con esta práctica cuando recibió los derechos para albergar los Juegos de Invierno de 2006 por razones económicas.Este acuerdo se extiende hasta los Juegos de Invierno de 2034.
El COI ha plasmado su compromiso para que todas las personas tengan acceso al deporte,

"La práctica del deporte es un derecho humano. Cada individuo tiene la posibilidad de practicar un deporte, sin poder ser discriminado y en el Espíritu Olímpico, el cual requiere comprensión mutua, solidaridad y amistad...Cualquier forma de discriminación orientada a un país, raza, religión, política o género es incompatible con el movimiento Olímpico."

La carta no menciona a la discriminación por discapacidad; pero podemos entender que el Movimiento Olímpico se opone a todo tipo de discriminación, al igual que la Carta Paralímpica se opone a todo tipo de discriminación basada en raza, política, religión, género, orientación sexual o discapacidad.
Los Juegos Paralímpicos de Invierno de 2014 fueron los primeros en ser organizados por Rusia. Hubo un gran contraste con su predecesor, la Unión Soviética, quien organizó los Juegos de Verano de 1980 en Moscú, y rechazaron albergar los Juegos Paralímpicos en su territorio, declarando que ellos no tenían ningún ciudadano con discapacidad. Como resultado, ese año los Juegos Paralímpicos de Verano fueron organizados por la ciudad de Arnhem, Holanda. Esta actitud cambió en Rusia durante la década pasada, el país ratificó la Convención de los Derechos Humanos para Personas con Discapacidad de la ONU. En el 2010 en los Juegos Paralímpicos de Invierno en Vancouver, Rusia quedó en primer lugar en el cuadro de medallas y mantuvo la misma posición en 2014, cuando fue también sede de los Juegos Paralímpicos de Invierno.

### Paralímpicos en los Juegos Olímpicos
En el 2008 Oscar Pistorius, un velocista sudafricano, intentó calificar para los Juegos Olímpicos del 2008. Pistorius tiene amputadas las piernas por debajo de la rodilla y usa dos prótesis de fibra de carbono. Él mantiene el récord paralímpico en los 400 metros. Pistorius se quedó a 0.7 segundos de calificar a los Juegos Olímpicos del 2008, sí lo hizo a los Juegos Paralímpicos donde se coronó en las pruebas de 100, 200 y 400 metros planos. En el 2012 Pistorius logró una histórica calificación a los Juegos Olímpicos de Londres donde alcanzó las semifinales en los 400 metros y el octavo lugar en el relevo de 4 x 400.

### Financiación
Hay algo de crítica por no haber la misma financiación para los atletas paralímpicos comparado con los atletas olímpicos. Ejemplo de ello es la demanda hecha por los atletas Paralímpicos Tony Iñiguez, Scot Hollonbeck y Jacob Heilveil de los Estados Unidos en 2003. Ellos alegaban que el Comité Olímpico estadounidense, el cual también agrupa el Comité Paralímpico, no estaba financiando igualitariamente a los atletas Paralímpicos. Iñiguez citó el punto de que había solo cobertura médica para un grupo pequeño de deportistas Paralímpicos, además de que el Comité Olímpico solo proveía muy pocos lugares de entrenamiento y pagos económicos muy pequeños para los que ganaran medalla en unos Juegos Paralímpicos.
Los atletas estadounidenses notaron esto como una desventaja en comparación con otras naciones como Canadá o Gran Bretaña los cuales tenían un trato igualitario para deportistas Paralímpicos y Olímpicos. El Comité Olímpico estadounidense no negó la discrepancia, pero alegó que era consecuencia de que no se recibía ningún tipo de apoyo financiero por el gobierno. Esto resultó en que los logros de los atletas Olímpicos tuvieran más cobertura que los Paralímpicos. Esto llegó a la corte, donde ordenaron que el COE tenía el derecho de imponer diversos pagos a los atletas conforme a sus logros. El caso fue apelado en la Suprema Corte de Justicia por los atletas, en donde en septiembre del 2008 se comunicó que no aceptaría la apelación. A pesar de no tener un buen final en las cortes, el resultado fue que el presupuesto para el Deporte Paralímpico se triplicara de $3 millones en 2004 a $11.4 millones en 2008.
Los Paralímpicos ahora son apoyados en todo el mundo por patrocinadores, a diferencia de los Juegos Olímpicos donde no se aceptan logotipos ni patrocinadores sobre los uniformes, en los Juegos Paralímpicos está permitido el uso de logotipos y patrocinadores oficiales sobre uniformes e instalaciones.

### Cobertura de medios
Mientras que los Juegos Olímpicos han experimentado un tremendo crecimiento en la cobertura global desde 1984, los Juegos Paralímpicos han sido incapaces de mantener una cobertura de gran nivel.
La cobertura televisiva de los Juegos Paralímpicos inició en 1976, pero esta tardía cobertura solo estuvo disponible en algunos países o regiones. En los Juegos Paralímpicos de 1992 solo hubo 45 horas de transmisión en vivo para Europa. Algunos otros países dedicaron programas con resúmenes de los Juegos. Fue hasta los Juegos Paralímpicos de Sídney 2000 cuando se inició una cultura de cobertura por los medios de comunicación.
Los Paralímpicos de Sídney representaron un gran incremento de presencia de medios que le dieron gran exposición. Se llegó a un acuerdo entre el Comité Organizador y All Media Sports(AMS) para transmitir los Juegos internacionalmente.
Esto llevó a otros acuerdos con medios de Asia, Europa y Sudamérica para distribuir la cobertura y poder transmitir en otros países. Los Juegos también fueron transmitidos por Internet, siendo la primera vez que se hacía. Gracias a estos esfuerzos se calcula que los juegos Paralímpicos de Sídney tuvieron una audiencia de 300 millones de personas a nivel mundial.
En Reino Unido, la BBC fue criticada por su mínima cobertura de los Juegos Paralímpicos de Invierno en el 2010, comparado con la cobertura que tuvo de los Juegos Olímpicos de ese mismo año. La BBC anunció que compartiría parte de las transmisiones en su sitio web y transmitiría un resumen de una hora por televisión. Para los Juegos Olímpicos habían invertido 160 horas de cobertura. En Noruega, la Norwegian Broadcasting Corporation (NRK) transmitió 30 horas de los Juegos Paralímpicos del 2010 en vivo. Las críticas vinieron sobre esta televisora después de que por ejemplo en el biatlón no se transmitiera la parte del tiro. En el caso del hockey sobre hielo sentado y el curling, las transmisiones de la televisora noruega lograron las mismas audiencias que en los Juegos Olímpicos.
Channel 4 de Reino Unido adquirió los derechos de los Juegos Paralímpicos del 2012, y planeó una extensiva cobertura de los Juegos. El canal transmitió 150 horas en vivo de los Juegos, y también ofreció aplicaciones móviles, además de 3 canales dedicados a la transmisión en Sky, Freesat, Virgin Media y el sitio en Internet de Channel 4. El canal lanzó una campaña con comerciales de 2 minutos para dar a conocer los atletas Paralímpicos llamada "Conociendo los Súperhumanos". Channel 4 adquirió en ese momento los derechos de los Juegos Paralímpicos de Invierno de Sochi así como los de Verano en el 2016.
La cadena estadounidense NBC Sports, quien cuenta con los derechos de los Olímpicos, había sido criticada por atletas y oficiales del CPI por solo dedicar una mínima cobertura de los Juegos Paralímpicos. La cobertura en Atenas fue causa de preocupación para el CPI debido a que Estados Unidos estaba apostando por ser sede de los Juegos en el 2012. En el 2012 NBC solo dedicó 5 horas de cobertura de las Juegos y no cubrió las ceremonias. El presidente del CPI Philip Craven, expresó su descontento sobre la cobertura de NBC en el 2012 y remarcó "mucha gente piensa que los Estados unidos siempre es líder en todo, y en esta ocasión no lo son". Después de la clausura de los Juegos del 2012, el presidente del CPI declaró que serían más selectivos con los medios que adquirieran los derechos de los Juegos Paralímpicos "Si vemos que nuestros valores no caben, buscaremos a alguien más".

### El legado
En el 2010 un estudio por la Universidad de Columbia Británica en Canadá en el impacto de los Juegos Paralímpicos, dejó ver que de 1600 canadienses encuestados, 41-50 % creen que los Juegos Paralímpicos de Vancouver en el 2010 dejó edificios con mejor accesibilidad, banquetas y lugares públicos. 23 % de los empleadores dijeron que los Juegos incrementaron su interés en contratar personas con discapacidad.
Xavier González Director Ejecutivo del CPI dijo que los Juegos Paralímpicos de Verano en el 2008

"Fueron una herramienta de transformación en todo China a favor de la gente con discapacidad, para crear accesibilidad en la ciudad, cambiar leyes, y aceptar a gente con discapacidad como parte de la sociedad".

## Deportes
En el 2016 hay veinticinco deportes en los Juegos Paralímpicos de Verano y cinco deportes en los de Invierno. En cada deporte hay gran cantidad de eventos. Por ejemplo en el esquí alpino hay el descenso, súper combinado, súper G, eslalon y el eslalon gigante. El CPI gobierna muchos de estos deportes, pero no todos. Otras organizaciones internacionales conocidas como Federaciones Internacionales también hacen esta labor. Entre ellas la Federación Internacional del Deporte para Amputados y Personas en Silla de Ruedas, la Federación Internacional del Deporte para Ciegos, la Asociación Internacional de Recreación y Deporte para Personas con Parálisis Cerebral.

## Clasificaciones

### Categorías
El CPI ha establecido 10 categorías de discapacidad, incluyendo física, visual e intelectual. Atletas con una de estas discapacidades pueden competir en los Juegos Paralímpicos una vez que son aprobados en una categoría. Esas categorías aplican de igual manera para los Juegos de verano e invierno.
Hay ocho diferentes tipos de capas:
- capa de potencia muscular. - La discapacidad en esta categoría por lo general es debido a la falta de potencia en los músculos. Puede ser en un lado del cuerpo o en la parte inferior del mismo. Por ejemplo lesión en la médula espinal, espina bífida o polio.[2]
- capa de rango de movimiento pasivo. - El rango de movimiento en una o más articulaciones es reducido en modo sistemático. Condiciones como la artritis no están incluidas en esta discapacidad.[2]
- capa de Pérdida o deficiencia de un miembro - Una total o parcial ausencia de huesos o articulaciones debido a alguna enfermedad, trauma, o deficiencia congénita.[2]
- capa de Corta estatura. - La estatura es reducida debido a piernas, tronco o brazos cortos, el cual es consecuencia de un déficit músculo-esquelético, falta de huesos o cartílagos.[2]
- Hipertonía. - La hipertonía es una tensión anormal en los músculos, que evita su estiramiento natural. La hipertonía puede resultar de una lesión, enfermedad, o condiciones que por lo general afectan al sistema nervioso central (por ejemplo, la parálisis cerebral).[2]
- capa Ataxia. - Es una discapacidad que consiste en la pérdida de coordinación de los movimientos musculares (por ejemplo, parálisis cerebral, ataxia de Friedreich)[2]
- capa Atetosis. - Por lo general está caracterizada por desequilibrio, movimientos involuntarios y dificultad para mantener una postura simétrica. Ejemplo de ellos es la parálisis cerebral, coreoatetosis.[2]
- capa visual - Los atletas con esta discapacidad pueden tener perdida de visión parcial o total. Esto incluye deficiencia en uno o más componentes del sistema de visión (estructura del ojo, receptores, nervio óptico, o la corteza visual). El uso de un guía en competencia es algo esencial para los atletas que participan en estas categorías. Estos guías al igual que los porteros de los equipos de fútbol para ciegos también reciben medallas desde Barcelona 1992.
- capa intelectual - Son atletas con alta discapacidad en el funcionamiento intelectual o cognitivo. A pesar de que el CPI inició solo con atletas con discapacidad física, el grupo de discapacitados intelectuales han sido incluidos en algunos de los deportes Paralímpicos. Los participantes se reducen a solo algunos atletas élite diagnosticados antes de los 18 años de edad. Las Olimpiadas Especiales reúnen únicamente a deportistas con esta discapacidad, y es un evento reconocido por el Comité Olímpico Internacional.

### Sistema de clasificación
Dentro de las categorías de discapacidad, los atletas también son divididos de acuerdo a su nivel de discapacidad. El sistema de clasificación difiere de deporte a deporte y está orientado a reunir el mayor número de atletas en una misma clasificación, siempre y cuando sean atletas con similar nivel de discapacidad. El mayor reto en el sistema de clasificación es como analizar las categorías con mayor número de personas, por lo tanto hay algunas discapacidades con mayor número de clasificaciones.

#### Clasificación médica hasta 1980
Hasta 1980 el sistema Paralímpico de clasificación de atletas consistía en una revisión médica y diagnóstico de discapacidad. La condición médica del atleta era el único factor usado para determinar en que clase competiría. Por ejemplo un atleta que tenía una lesión de la médula espinal, no podía competir en una carrera contra una persona amputada de las piernas. A pesar de tener una discapacidad similar, este no era un factor para que pudieran ser clasificados de manera conjunta, ya que eran dos diagnósticos médicos diferentes. Esto pasó hasta que el deporte no solo se orientó a la rehabilitación, sino a su uso después de esta. Entonces la clasificación cambió de un diagnóstico médico a analizar las habilidades de cada atleta.

#### Clasificación funcional
A pesar de que no está claro cuándo sucedió el cambio, el sistema de clasificación funcional inició con el atletismo en los años ochenta. En un sistema de clasificación funcional, se analiza el impacto de la discapacidad en el atleta y en su rendimiento deportivo. Bajo este sistema, los atletas con pérdida total de sus piernas o la función en ellas compiten en las mismas clasificaciones, debido a que una amputación causa el mismo efecto que una lesión que hizo perder movilidad en ellas. La única excepción en el formato de clasificación es el usado por la Federación Internacional del Deporte para Ciegos, la cual todavía usa un sistema basado en diagnóstico médico.
Algunos deportes son orientados a ciertos tipos de discapacidad, por ejemplo el golbol es un deporte practicado únicamente por personas con discapacidad visual, en el hay tres categorías, y todos los competidores deben usar un antifaz para no tener ventaja unos de otros. En el atletismo los participantes son divididos en un rango de categorías dependiendo de su discapacidad y también subdivididos en diferentes clases dependiendo de su nivel de discapacidad.
Otros deportes, como el atletismo, es practicado por atletas con todas las discapacidades. Por ejemplo las clases 11-13 son para discapacitados visuales, las cuales dependen de su nivel de visión. Hay también competiciones por equipos como el rugby sobre silla de ruedas. A cada miembro del equipo se le da un valor en puntos dependiendo de las limitaciones de movimiento. Un bajo nivel de puntos indica una severa limitación de movilidad. Un equipo no puede tener más que un número total de puntos al mismo tiempo para asegurar una competición igualitaria. Por ejemplo en una competición de rugby el total de nivel de puntos de sus cinco integrantes no debe superar los ocho puntos.

## Himno
El Himno Paralímpico o «Himno del Futuro» (francés: «Hymne de l'Avenir») fue compuesto por el compositor Thierry Darnis y fue aprobado por el CPI en marzo de 1996 y se escucha cuando se iza la bandera paralímpica en las ceremonias.

## Medallero
| \| 1 \| Alemania \| 318 \| 367 \| 356 \| 1041 \| \| \| \| \| \| \| \| 2 \| Alemania Oriental \| 0 \| 3 \| 1 \| 4 \| \| \| \| \| \| \| \| 3 \| Angola \| 4 \| 3 \| 1 \| 8 \| \| \| \| \| \| \| \| 4 \| Arabia Saudita \| 2 \| 2 \| 2 \| 6 \| \| \| \| \| \| \| \| 5 \| Argelia \| 33 \| 22 \| 41 \| 96 \| \| \| \| \| \| \| \| 6 \| [[Argentina] \| 33 \| 69 \| 76 \| 178 \| 7 \| Australia \| 346 \| 364 \| 336 \| 1046 \| \| 8 \| Austria \| 222 \| 251 \| 248 \| 721 \| \| \| \| \| \| \| \| 9 \| Azerbaiyán \| 27 \| 21 \| 20 \| 68 \| \| \| \| \| \| \| \| 10 \| Bahamas \| 0 \| 2 \| 3 \| 5 \| \| \| \| \| \| \| \| 11 \| Baréin \| 2 \| 3 \| 5 \| 10 \| \| \| \| \| \| \| \| 12 \| Bélgica \| 95 \| 97 \| 94 \| 286 \| \| \| \| \| \| \| \| 13 \| Bielorrusia \| 49 \| 44 \| 47 \| 140 \| \| \| \| \| \| \| \| 14 \| Birmania \| 2 \| 3 \| 2 \| 7 \| \| \| \| \| \| \| \| 15 \| Bosnia y Herzegovina \| 2 \| 2 \| 0 \| 4 \| \| \| \| \| \| \| \| 16 \| Botsuana \| 1 \| 0 \| 0 \| 1 \| \| \| \| \| \| \| \| 17 \| Brasil \| 134 \| 158 \| 170 \| 462 \| \| \| \| \| \| \| \| 18 \| Bulgaria \| 6 \| 9 \| 3 \| 18 \| \| \| \| \| \| \| \| 19 \| Canadá \| 468 \| 398 \| 429 \| 1295 \| \| \| \| \| \| \| \| 20 \| Checoslovaquia \| 7 \| 10 \| 10 \| 27 \| \| \| \| \| \| \| \| 21 \| Chile \| 4 \| 3 \| 6 \| 13 \| \| \| \| \| \| \| \| 22 \| China \| 642 \| 495 \| 374 \| 1511 \| \| \| \| \| \| \| \| 23 \| Colombia \| 13 \| 22 \| 40 \| 75 \| \| \| \| \| \| \| \| 24 \| Corea del Sur \| 135 \| 128 \| 137 \| 400 \| \| \| \| \| \| \| \| 25 \| Chipre \| 3 \| 4 \| 3 \| 10 \| \| \| \| \| \| \| \| 26 \| Costa Rica \| 3 \| 1 \| 0 \| 4 \| \| \| \| \| \| \| \| 27 \| Costa de Marfil \| 3 \| 1 \| 1 \| 5 \| \| \| \| \| \| \| \| 28 \| Croacia \| 7 \| 9 \| 16 \| 32 \| \| \| \| \| \| \| \| 29 \| Cuba \| 49 \| 23 \| 29 \| 101 \| \| \| \| \| \| \| \| 30 \| Dinamarca \| 106 \| 95 \| 119 \| 292 \| \| \| \| \| \| \| \| 31 \| Ecuador \| 3 \| 0 \| 4 \| 7 \| \| \| \| \| \| \| \| 32 \| Egipto \| 51 \| 71 \| 98 \| 190 \| \| \| \| \| \| \| \| 33 \| Emiratos Árabes Unidos \| 5 \| 11 \| 6 \| 22 \| \| \| \| \| \| \| \| 34 \| Equipo Unificado \| 26 \| 22 \| 18 \| 66 \| \| \| \| \| \| \| \| 35 \| Eslovaquia \| 45 \| 44 \| 47 \| 136 \| \| \| \| \| \| \| \| 36 \| Eslovenia \| 5 \| 10 \| 11 \| 26 \| \| \| \| \| \| \| \| 37 \| España \| 238 \| 263 \| 268 \| 769 \| \| \| \| \| \| \| \| 38 \| Estados Unidos \| 961 \| 908 \| 954 \| 2723 \| \| \| \| \| \| \| \| 39 \| Estonia \| 4 \| 8 \| 8 \| 20 \| \| \| \| \| \| \| \| 40 \| Etiopía \| 3 \| 3 \| 0 \| 6 \| \| \| \| \| \| \| \| 41 \| Filipinas \| 0 \| 0 \| 2 \| 2 \| \| \| \| \| \| \| \| 42 \| Finlandia \| 155 \| 151 \| 168 \| 474 \| \| \| \| \| \| \| \| 43 \| Fiyi \| 1 \| 0 \| 0 \| 1 \| \| \| \| \| \| \| \| 44 \| Francia \| 443 \| 448 \| 468 \| 1352 \| \| \| \| \| \| \| \| 45 \| Reino Unido \| 720 \| 768 \| 679 \| 2077 \| \| \| \| \| \| \| \| 46 \| República Checa \| 49 \| 53 \| 48 \| 160 \| \| \| \| \| \| \| \| 47 \| República Dominicana \| 1 \| 0 \| 0 \| 1 \| \| \| \| \| \| \| \| 48 \| Macedonia del Norte \| 1 \| 1 \| 0 \| 2 \| \| \| \| \| \| \| \| 49 \| Grecia \| 14 \| 33 \| 33 \| 80 \| \| \| \| \| \| \| \| 50 \| Guatemala \| 1 \| 0 \| 1 \| 2 \| \| \| \| \| \| \| \| 51 \| Hong Kong \| 43 \| 43 \| 53 \| 139 \| \| \| \| \| \| \| \| 52 \| Hungría \| 43 \| 61 \| 71 \| 175 \| \| \| \| \| \| \| \| 53 \| India \| 16 \| 21 \| 23 \| 60 \| \| \| \| \| \| \| \| 54 \| Indonesia \| 7 \| 15 \| 19 \| 41 \| \| \| \| \| \| \| \| 55 \| Irak \| 4 \| 8 \| 9 \| 21 \| \| \| \| \| \| \| \| 56 \| Irán \| 75 \| 58 \| 52 \| 185 \| \| \| \| \| \| \| \| 57 \| Islas Feroe \| 1 \| 7 \| 5 \| 13 \| \| \| \| \| \| \| \| 58 \| Islandia \| 15 \| 13 \| 35 \| 63 \| \| \| \| \| \| \| \| 59 \| Irlanda \| 71 \| 71 \| 97 \| 239 \| \| \| \| \| \| \| \| 60 \| Israel \| 133 \| 127 \| 134 \| 394 \| \| \| \| \| \| \| \| 61 \| Italia \| 207 \| 243 \| 295 \| 745 \| \| \| \| \| \| \| \| 62 \| Jamaica \| 21 \| 16 \| 18 \| 55 \| \| \| \| \| \| \| \| 63 \| Japón \| 168 \| 183 \| 214 \| 565 \| \| \| \| \| \| \| \| 64 \| Jordania \| 7 \| 7 \| 8 \| 22 \| \| \| \| \| \| \| \| 65 \| Kenia \| 19 \| 17 \| 14 \| 50 \| \| \| \| \| \| \| \| 66 \| Kuwait \| 13 \| 18 \| 23 \| 54 \| \| \| \| \| \| \| \| 67 \| Laos \| 0 \| 0 \| 1 \| 1 \| \| \| \| \| \| \| \| 68 \| Letonia \| 8 \| 8 \| 8 \| 24 \| \| \| \| \| \| \| \| 69 \| Líbano \| 0 \| 0 \| 2 \| 2 \| \| \| \| \| \| \| \| 70 \| Libia \| 0 \| 0 \| 1 \| 1 \| \| \| \| \| \| \| \| 71 \| Lituania \| 6 \| 12 \| 19 \| 37 \| \| \| \| \| \| \| \| 72 \| Luxemburgo \| 1 \| 4 \| 3 \| 8 \| \| \| \| \| \| \| \| 73 \| Malasia \| 8 \| 6 \| 7 \| 21 \| \| \| \| \| \| \| \| 74 \| Malta \| 0 \| 2 \| 5 \| 7 \| \| \| \| \| \| \| \| 75 \| Marruecos \| 19 \| 17 \| 17 \| 53 \| \| \| \| \| \| \| \| 76 \| México \| 107 \| 98 \| 123 \| 328 \| \| \| \| \| \| \| \| 77 \| Moldavia \| 0 \| 1 \| 3 \| 4 \| \| \| \| \| \| \| \| 78 \| Mongolia \| 3 \| 3 \| 2 \| 8 \| \| \| \| \| \| \| \| 79 \| Namibia \| 3 \| 4 \| 5 \| 12 \| \| \| \| \| \| \| \| 80 \| Nueva Zelanda \| 98 \| 71 \| 76 \| 245 \| \| \| \| \| \| \| \| 81 \| Nigeria \| 42 \| 22 \| 23 \| 87 \| \| \| \| \| \| \| \| 82 \| Noruega \| 257 \| 216 \| 185 \| 658 \| \| \| \| \| \| \| \| 83 \| Países Bajos \| 334 \| 289 \| 262 \| 885 \| \| \| \| \| \| \| \| 84 \| Pakistán \| 1 \| 1 \| 2 \| 4 \| \| \| \| \| \| \| \| 85 \| Palestina \| 0 \| 1 \| 2 \| 3 \| \| \| \| \| \| \| \| 86 \| Panamá \| 3 \| 4 \| 1 \| 8 \| \| \| \| \| \| \| \| 87 \| Papúa Nueva Guinea \| 0 \| 1 \| 0 \| 1 \| \| \| \| \| \| \| \| 88 \| Equipo Unificado \| 4 \| 3 \| 1 \| 8 \| \| \| \| \| \| \| \| 89 \| Perú \| 5 \| 1 \| 4 \| 10 \| \| \| \| \| \| \| \| 90 \| Polonia \| 288 \| 277 \| 256 \| 821 \| \| \| \| \| \| \| \| 91 \| Portugal \| 27 \| 31 \| 43 \| 101 \| \| \| \| \| \| \| \| 92 \| Puerto Rico \| 1 \| 2 \| 3 \| 6 \| \| \| \| \| \| \| \| 93 \| Rodesia \| 21 \| 18 \| 15 \| 54 \| \| \| \| \| \| \| \| 94 \| Ruanda \| 0 \| 0 \| 2 \| 2 \| \| \| \| \| \| \| \| 95 \| Rumania \| 2 \| 3 \| 3 \| 8 \| \| \| \| \| \| \| \| 96 \| Rusia \| 175 \| 175 \| 151 \| 501 \| \| \| \| \| \| \| \| 97 \| Serbia \| 8 \| 13 \| 7 \| 28 \| \| \| \| \| \| \| \| 98 \| Singapur \| 7 \| 3 \| 4 \| 14 \| \| \| \| \| \| \| \| 99 \| Sri Lanka \| 1 \| 3 \| 3 \| 7 \| \| \| \| \| \| \| \| 100 \| Sudáfrica \| 123 \| 95 \| 92 \| 280 \| \| \| \| \| \| \| \| 101 \| Sudán \| 1 \| 0 \| 0 \| 1 \| \| \| \| \| \| \| \| 102 \| Suecia \| 254 \| 258 \| 214 \| 726 \| \| \| \| \| \| \| \| 103 \| Suiza \| 153 \| 154 \| 157 \| 474 \| \| \| \| \| \| \| \| 104 \| Siria \| 0 \| 0 \| 1 \| 1 \| \| \| \| \| \| \| \| 105 \| Tailandia \| 30 \| 40 \| 47 \| 117 \| \| \| \| \| \| \| \| 106 \| Taipéi \| 5 \| 9 \| 16 \| 31 \| \| \| \| \| \| \| \| 107 \| Trinidad y Tobago \| 3 \| 2 \| 2 \| 7 \| \| \| \| \| \| \| \| 108 \| Túnez \| 48 \| 41 \| 25 \| 114 \| \| \| \| \| \| \| \| 109 \| Turquía \| 14 \| 20 \| 32 \| 66 \| \| \| \| \| \| \| \| 110 \| Ucrania \| 209 \| 241 \| 245 \| 695 \| \| \| \| \| \| \| \| 111 \| Unión Soviética \| 21 \| 20 \| 15 \| 56 \| \| \| \| \| \| \| \| 112 \| Uruguay \| 0 \| 0 \| 1 \| 1 \| \| \| \| \| \| \| \| 113 \| Uzbekistán \| 26 \| 21 \| 30 \| 77 \| \| \| \| \| \| \| \| 114 \| Venezuela \| 7 \| 9 \| 14 \| 30 \| \| \| \| \| \| \| \| 115 \| Yugoslavia \| 21 \| 22 \| 32 \| 75 \| \| \| \| \| \| \| \| 116 \| Zimbabue \| 23 \| 27 \| 21 \| 71 \| \| \| \| \| \| \| |                        |     |       |        |       |   |           |     |     |     |      |
| # Pos | País                   | Oro | Plata | Bronce | Total |   |           |     |     |     |      |
| 1 | Alemania               | 318 | 367   | 356    | 1041  |   |           |     |     |     |      |
| 2 | Alemania Oriental      | 0   | 3     | 1      | 4     |   |           |     |     |     |      |
| 3 | Angola                 | 4   | 3     | 1      | 8     |   |           |     |     |     |      |
| 4 | Arabia Saudita         | 2   | 2     | 2      | 6     |   |           |     |     |     |      |
| 5 | Argelia                | 33  | 22    | 41     | 96    |   |           |     |     |     |      |
| 6 | [[Argentina]           | 33  | 69    | 76     | 178   | 7 | Australia | 346 | 364 | 336 | 1046 |
| 8 | Austria                | 222 | 251   | 248    | 721   |   |           |     |     |     |      |
| 9 | Azerbaiyán             | 27  | 21    | 20     | 68    |   |           |     |     |     |      |
| 10 | Bahamas                | 0   | 2     | 3      | 5     |   |           |     |     |     |      |
| 11 | Baréin                 | 2   | 3     | 5      | 10    |   |           |     |     |     |      |
| 12 | Bélgica                | 95  | 97    | 94     | 286   |   |           |     |     |     |      |
| 13 | Bielorrusia            | 49  | 44    | 47     | 140   |   |           |     |     |     |      |
| 14 | Birmania               | 2   | 3     | 2      | 7     |   |           |     |     |     |      |
| 15 | Bosnia y Herzegovina   | 2   | 2     | 0      | 4     |   |           |     |     |     |      |
| 16 | Botsuana               | 1   | 0     | 0      | 1     |   |           |     |     |     |      |
| 17 | Brasil                 | 134 | 158   | 170    | 462   |   |           |     |     |     |      |
| 18 | Bulgaria               | 6   | 9     | 3      | 18    |   |           |     |     |     |      |
| 19 | Canadá                 | 468 | 398   | 429    | 1295  |   |           |     |     |     |      |
| 20 | Checoslovaquia         | 7   | 10    | 10     | 27    |   |           |     |     |     |      |
| 21 | Chile                  | 4   | 3     | 6      | 13    |   |           |     |     |     |      |
| 22 | China                  | 642 | 495   | 374    | 1511  |   |           |     |     |     |      |
| 23 | Colombia               | 13  | 22    | 40     | 75    |   |           |     |     |     |      |
| 24 | Corea del Sur          | 135 | 128   | 137    | 400   |   |           |     |     |     |      |
| 25 | Chipre                 | 3   | 4     | 3      | 10    |   |           |     |     |     |      |
| 26 | Costa Rica             | 3   | 1     | 0      | 4     |   |           |     |     |     |      |
| 27 | Costa de Marfil        | 3   | 1     | 1      | 5     |   |           |     |     |     |      |
| 28 | Croacia                | 7   | 9     | 16     | 32    |   |           |     |     |     |      |
| 29 | Cuba                   | 49  | 23    | 29     | 101   |   |           |     |     |     |      |
| 30 | Dinamarca              | 106 | 95    | 119    | 292   |   |           |     |     |     |      |
| 31 | Ecuador                | 3   | 0     | 4      | 7     |   |           |     |     |     |      |
| 32 | Egipto                 | 51  | 71    | 98     | 190   |   |           |     |     |     |      |
| 33 | Emiratos Árabes Unidos | 5   | 11    | 6      | 22    |   |           |     |     |     |      |
| 34 | Equipo Unificado       | 26  | 22    | 18     | 66    |   |           |     |     |     |      |
| 35 | Eslovaquia             | 45  | 44    | 47     | 136   |   |           |     |     |     |      |
| 36 | Eslovenia              | 5   | 10    | 11     | 26    |   |           |     |     |     |      |
| 37 | España                 | 238 | 263   | 268    | 769   |   |           |     |     |     |      |
| 38 | Estados Unidos         | 961 | 908   | 954    | 2723  |   |           |     |     |     |      |
| 39 | Estonia                | 4   | 8     | 8      | 20    |   |           |     |     |     |      |
| 40 | Etiopía                | 3   | 3     | 0      | 6     |   |           |     |     |     |      |
| 41 | Filipinas              | 0   | 0     | 2      | 2     |   |           |     |     |     |      |
| 42 | Finlandia              | 155 | 151   | 168    | 474   |   |           |     |     |     |      |
| 43 | Fiyi                   | 1   | 0     | 0      | 1     |   |           |     |     |     |      |
| 44 | Francia                | 443 | 448   | 468    | 1352  |   |           |     |     |     |      |
| 45 | Reino Unido            | 720 | 768   | 679    | 2077  |   |           |     |     |     |      |
| 46 | República Checa        | 49  | 53    | 48     | 160   |   |           |     |     |     |      |
| 47 | República Dominicana   | 1   | 0     | 0      | 1     |   |           |     |     |     |      |
| 48 | Macedonia del Norte    | 1   | 1     | 0      | 2     |   |           |     |     |     |      |
| 49 | Grecia                 | 14  | 33    | 33     | 80    |   |           |     |     |     |      |
| 50 | Guatemala              | 1   | 0     | 1      | 2     |   |           |     |     |     |      |
| 51 | Hong Kong              | 43  | 43    | 53     | 139   |   |           |     |     |     |      |
| 52 | Hungría                | 43  | 61    | 71     | 175   |   |           |     |     |     |      |
| 53 | India                  | 16  | 21    | 23     | 60    |   |           |     |     |     |      |
| 54 | Indonesia              | 7   | 15    | 19     | 41    |   |           |     |     |     |      |
| 55 | Irak                   | 4   | 8     | 9      | 21    |   |           |     |     |     |      |
| 56 | Irán                   | 75  | 58    | 52     | 185   |   |           |     |     |     |      |
| 57 | Islas Feroe            | 1   | 7     | 5      | 13    |   |           |     |     |     |      |
| 58 | Islandia               | 15  | 13    | 35     | 63    |   |           |     |     |     |      |
| 59 | Irlanda                | 71  | 71    | 97     | 239   |   |           |     |     |     |      |
| 60 | Israel                 | 133 | 127   | 134    | 394   |   |           |     |     |     |      |
| 61 | Italia                 | 207 | 243   | 295    | 745   |   |           |     |     |     |      |
| 62 | Jamaica                | 21  | 16    | 18     | 55    |   |           |     |     |     |      |
| 63 | Japón                  | 168 | 183   | 214    | 565   |   |           |     |     |     |      |
| 64 | Jordania               | 7   | 7     | 8      | 22    |   |           |     |     |     |      |
| 65 | Kenia                  | 19  | 17    | 14     | 50    |   |           |     |     |     |      |
| 66 | Kuwait                 | 13  | 18    | 23     | 54    |   |           |     |     |     |      |
| 67 | Laos                   | 0   | 0     | 1      | 1     |   |           |     |     |     |      |
| 68 | Letonia                | 8   | 8     | 8      | 24    |   |           |     |     |     |      |
| 69 | Líbano                 | 0   | 0     | 2      | 2     |   |           |     |     |     |      |
| 70 | Libia                  | 0   | 0     | 1      | 1     |   |           |     |     |     |      |
| 71 | Lituania               | 6   | 12    | 19     | 37    |   |           |     |     |     |      |
| 72 | Luxemburgo             | 1   | 4     | 3      | 8     |   |           |     |     |     |      |
| 73 | Malasia                | 8   | 6     | 7      | 21    |   |           |     |     |     |      |
| 74 | Malta                  | 0   | 2     | 5      | 7     |   |           |     |     |     |      |
| 75 | Marruecos              | 19  | 17    | 17     | 53    |   |           |     |     |     |      |
| 76 | México                 | 107 | 98    | 123    | 328   |   |           |     |     |     |      |
| 77 | Moldavia               | 0   | 1     | 3      | 4     |   |           |     |     |     |      |
| 78 | Mongolia               | 3   | 3     | 2      | 8     |   |           |     |     |     |      |
| 79 | Namibia                | 3   | 4     | 5      | 12    |   |           |     |     |     |      |
| 80 | Nueva Zelanda          | 98  | 71    | 76     | 245   |   |           |     |     |     |      |
| 81 | Nigeria                | 42  | 22    | 23     | 87    |   |           |     |     |     |      |
| 82 | Noruega                | 257 | 216   | 185    | 658   |   |           |     |     |     |      |
| 83 | Países Bajos           | 334 | 289   | 262    | 885   |   |           |     |     |     |      |
| 84 | Pakistán               | 1   | 1     | 2      | 4     |   |           |     |     |     |      |
| 85 | Palestina              | 0   | 1     | 2      | 3     |   |           |     |     |     |      |
| 86 | Panamá                 | 3   | 4     | 1      | 8     |   |           |     |     |     |      |
| 87 | Papúa Nueva Guinea     | 0   | 1     | 0      | 1     |   |           |     |     |     |      |
| 88 | Equipo Unificado       | 4   | 3     | 1      | 8     |   |           |     |     |     |      |
| 89 | Perú                   | 5   | 1     | 4      | 10    |   |           |     |     |     |      |
| 90 | Polonia                | 288 | 277   | 256    | 821   |   |           |     |     |     |      |
| 91 | Portugal               | 27  | 31    | 43     | 101   |   |           |     |     |     |      |
| 92 | Puerto Rico            | 1   | 2     | 3      | 6     |   |           |     |     |     |      |
| 93 | Rodesia                | 21  | 18    | 15     | 54    |   |           |     |     |     |      |
| 94 | Ruanda                 | 0   | 0     | 2      | 2     |   |           |     |     |     |      |
| 95 | Rumania                | 2   | 3     | 3      | 8     |   |           |     |     |     |      |
| 96 | Rusia                  | 175 | 175   | 151    | 501   |   |           |     |     |     |      |
| 97 | Serbia                 | 8   | 13    | 7      | 28    |   |           |     |     |     |      |
| 98 | Singapur               | 7   | 3     | 4      | 14    |   |           |     |     |     |      |
| 99 | Sri Lanka              | 1   | 3     | 3      | 7     |   |           |     |     |     |      |
| 100 | Sudáfrica              | 123 | 95    | 92     | 280   |   |           |     |     |     |      |
| 101 | Sudán                  | 1   | 0     | 0      | 1     |   |           |     |     |     |      |
| 102 | Suecia                 | 254 | 258   | 214    | 726   |   |           |     |     |     |      |
| 103 | Suiza                  | 153 | 154   | 157    | 474   |   |           |     |     |     |      |
| 104 | Siria                  | 0   | 0     | 1      | 1     |   |           |     |     |     |      |
| 105 | Tailandia              | 30  | 40    | 47     | 117   |   |           |     |     |     |      |
| 106 | Taipéi                 | 5   | 9     | 16     | 31    |   |           |     |     |     |      |
| 107 | Trinidad y Tobago      | 3   | 2     | 2      | 7     |   |           |     |     |     |      |
| 108 | Túnez                  | 48  | 41    | 25     | 114   |   |           |     |     |     |      |
| 109 | Turquía                | 14  | 20    | 32     | 66    |   |           |     |     |     |      |
| 110 | Ucrania                | 209 | 241   | 245    | 695   |   |           |     |     |     |      |
| 111 | Unión Soviética        | 21  | 20    | 15     | 56    |   |           |     |     |     |      |
| 112 | Uruguay                | 0   | 0     | 1      | 1     |   |           |     |     |     |      |
| 113 | Uzbekistán             | 26  | 21    | 30     | 77    |   |           |     |     |     |      |
| 114 | Venezuela              | 7   | 9     | 14     | 30    |   |           |     |     |     |      |
| 115 | Yugoslavia             | 21  | 22    | 32     | 75    |   |           |     |     |     |      |
| 116 | Zimbabue               | 23  | 27    | 21     | 71    |   |           |     |     |     |      |